# Rhododendron yakumontanum
Rhododendron yakumontanum är en ljungväxtart som först beskrevs av Yamazaki, och fick sitt nu gällande namn av T. Yamazaki. Rhododendron yakumontanum ingår i släktet rododendron, och familjen ljungväxter. Inga underarter finns listade i Catalogue of Life.